# Costică Ștefănescu
Costică Ștefănescu (ur. 26 marca 1951 w Bukareszcie, zm. 20 sierpnia 2013 tamże) – rumuński piłkarz i trener, reprezentant kraju grający na pozycji obrońcy.

## Kariera klubowa
Ștefănescu urodził się w Bukareszcie i swoją przygodę z piłką rozpoczął w 1965 w miejscowej Steaue Bukareszt. Wraz z zespołem Wojskowych dwukrotnie zdobył Puchar Rumunii w latach 1970 i 1971. Do 1973 wystąpił dla Steauy w 77 spotkaniach i strzelił 9 bramek.
W 1973 podpisał kontrakt z zespołem Universitatea Craiova. W klubie tym trzy razy wygrał Liga I w sezonach 1973/1974, 1979/1980 i 1980/1981. Zdobył także z tym zespołem 4 razy Puchar Rumunii w latach 1977, 1978, 1981 i 1983. Osiągnął także półfinał Pucharu UEFA w sezonie 1982/1983. W 1983 został nominowany do nagrody Złotej Piłki, zajął w plebiscycie 23. miejsce. W sumie w zespole Universitatea grał przez 13 lat i w 378 spotkaniach strzelił 10 bramek.
W 1986 przeszedł do zespołu FC Brașov, gdzie pełnił także funkcję grającego trenera. W zespole tym wystąpił w 35 spotkaniach. W 1988 zakończył karierę piłkarską. Ștefănescu rozegrał 490 spotkań w Liga I, co jest rekordem tych rozgrywek.
| Sezon   | Klub                     | Kraj    | Rozgrywki | Mecze | Bramki |
| ------- | ------------------------ | ------- | --------- | ----- | ------ |
| 1968/69 | Steaua Bukareszt         | Rumunia | Liga I    | 4     | 0      |
| 1969/70 | Steaua Bukareszt         | Rumunia | Liga I    | 28    | 6      |
| 1970/71 | Steaua Bukareszt         | Rumunia | Liga I    | 23    | 2      |
| 1971/72 | Steaua Bukareszt         | Rumunia | Liga I    | 12    | 1      |
| 1972/73 | Steaua Bukareszt         | Rumunia | Liga I    | 10    | 0      |
| 1973/74 | CS Universitatea Craiova | Rumunia | Liga I    | 20    | 0      |
| 1974/75 | CS Universitatea Craiova | Rumunia | Liga I    | 34    | 3      |
| 1975/76 | CS Universitatea Craiova | Rumunia | Liga I    | 33    | 1      |
| 1976/77 | CS Universitatea Craiova | Rumunia | Liga I    | 34    | 1      |
| 1977/78 | CS Universitatea Craiova | Rumunia | Liga I    | 31    | 0      |
| 1978/79 | CS Universitatea Craiova | Rumunia | Liga I    | 29    | 0      |
| 1979/80 | CS Universitatea Craiova | Rumunia | Liga I    | 30    | 1      |
| 1980/81 | CS Universitatea Craiova | Rumunia | Liga I    | 31    | 2      |
| 1981/82 | CS Universitatea Craiova | Rumunia | Liga I    | 32    | 1      |
| 1982/83 | CS Universitatea Craiova | Rumunia | Liga I    | 29    | 1      |
| 1983/84 | CS Universitatea Craiova | Rumunia | Liga I    | 29    | 0      |
| 1984/85 | CS Universitatea Craiova | Rumunia | Liga I    | 31    | 0      |
| 1985/86 | CS Universitatea Craiova | Rumunia | Liga I    | 15    | 0      |
| 1986/87 | FC Brașov                | Rumunia | Liga I    | 23    | 0      |
| 1987/88 | FC Brașov                | Rumunia | Liga I    | 12    | 0      |

## Kariera reprezentacyjna
Ștefănescu po raz pierwszy w drużynie narodowej zagrał 14 sierpnia 1977 w meczu przeciwko reprezentacji Czechosłowacji, zakończonym zwycięstwem 3:1. Ștefănescu wystąpił w eliminacjach do Euro 1980 (5 spotkań), Euro 1984 (7 spotkań) oraz Mistrzostw Świata 1982 (8 spotkań) i Mistrzostw Świata 1986 (7 spotkań).
W 1984 został powołany przez selekcjonera Mirceę Lucescu na Mistrzostwa Europy. Podczas turnieju wystąpił w spotkaniach z Hiszpanią, RFN oraz Portugalią.
Po raz ostatni w koszulce reprezentacji Rumunii wystąpił 13 listopada 1985 w meczu przeciwko reprezentacji Turcji, zakończonym zwycięstwem Rumunów 3:1. Łącznie w latach 1977–1985 wystąpił w reprezentacji w 64 spotkaniach.
| Mecze i gole w reprezentacji | Mecze i gole w reprezentacji | Mecze i gole w reprezentacji | Mecze i gole w reprezentacji | Mecze i gole w reprezentacji | Mecze i gole w reprezentacji | Mecze i gole w reprezentacji |
| #                            | Data                         | Miasto                       | Przeciwnik                   | Gol                          | Wynik                        | Rozgrywki                    |
| ---------------------------- | ---------------------------- | ---------------------------- | ---------------------------- | ---------------------------- | ---------------------------- | ---------------------------- |
| 1.                           | 14.08.1977                   | Rabat                        | Czechosłowacja               |                              | 3:1                          | towarzyski                   |
| 2.                           | 22.03.1978                   | Stambuł                      | Turcja                       |                              | 1:1                          | Balkan Cup                   |
| 3.                           | 03.05.1978                   | Bukareszt                    | Bułgaria                     |                              | 2:0                          | Balkan Cup                   |
| 4.                           | 14.05.1978                   | Bukareszt                    | ZSRR                         |                              | 0:1                          | towarzyski                   |
| 5.                           | 11.10.1978                   | Bukareszt                    | Polska                       |                              | 1:0                          | towarzyski                   |
| 6.                           | 25.10.1978                   | Bukareszt                    | Jugosławia                   |                              | 3:2                          | El. Euro 1980                |
| 7.                           | 15.11.1978                   | Walencja                     | Hiszpania                    |                              | 0:1                          | El. Euro 1980                |
| 8.                           | 13.12.1978                   | Ateny                        | Grecja                       |                              | 1:2                          | towarzyski                   |
| 9.                           | 19.12.1978                   | Tel Awiw                     | Izrael                       |                              | 1:1                          | towarzyski                   |
| 10.                          | 04.04.1979                   | Krajowa                      | Jugosławia                   |                              | 3:2                          | El. Euro 1980                |
| 11.                          | 13.05.1979                   | Limassol                     | Hiszpania                    |                              | 0:1                          | El. Euro 1980                |
| 12.                          | 14.10.1979                   | Moskwa                       | Grecja                       |                              | 1:2                          | towarzyski                   |
| 13.                          | 31.10.1979                   | Mitrowica                    | Hiszpania                    |                              | 0:1                          | El. Euro 1980                |
| 14.                          | 16.02.1980                   | Neapol                       | Włochy                       |                              | 1:2                          | towarzyski                   |
| 15.                          | 30.03.1980                   | Belgrad                      | Jugosławia                   |                              | 0:2                          | Balkan Cup                   |
| 16.                          | 02.04.1980                   | Bukareszt                    | NRD                          |                              | 2:2                          | towarzyski                   |
| 17.                          | 18.05.1980                   | Brno                         | Czechosłowacja               |                              | 1:2                          | towarzyski                   |
| 18.                          | 06.06.1980                   | Bruksela                     | Belgia                       |                              | 1:2                          | towarzyski                   |
| 19.                          | 27.08.1980                   | Bukareszt                    | Jugosławia                   |                              | 4:1                          | Balkan Cup                   |
| 20.                          | 10.09.1980                   | Warna                        | Bułgaria                     |                              | 2:1                          | towarzyski                   |
| 21.                          | 24.09.1980                   | Oslo                         | Norwegia                     |                              | 1:1                          | El. MŚ 1982                  |
| 22.                          | 15.10.1980                   | Bukareszt                    | Anglia                       |                              | 2:1                          | El. MŚ 1982                  |
| 23.                          | 25.03.1981                   | Bukareszt                    | Polska                       |                              | 2:0                          | towarzyski                   |
| 24.                          | 29.04.1981                   | Londyn                       | Anglia                       |                              | 0:0                          | El. MŚ 1982                  |
| 25.                          | 13.05.1981                   | Budapeszt                    | Węgry                        |                              | 0:1                          | El. MŚ 1982                  |
| 26.                          | 03.06.1981                   | Bukareszt                    | Norwegia                     |                              | 1:0                          | El. MŚ 1982                  |
| 27.                          | 09.09.1981                   | Bukareszt                    | Bułgaria                     |                              | 1:2                          | towarzyski                   |
| 28.                          | 23.09.1981                   | Bukareszt                    | Węgry                        |                              | 0:0                          | El. MŚ 1982                  |
| 29.                          | 10.10.1981                   | Bukareszt                    | Szwajcaria                   |                              | 1:2                          | El. MŚ 1982                  |
| 30.                          | 11.11.1981                   | Berno                        | Szwajcaria                   |                              | 0:0                          | El. MŚ 1982                  |
| 31.                          | 24.03.1982                   | Bruksela                     | Belgia                       |                              | 1:4                          | towarzyski                   |
| 32.                          | 14.04.1982                   | Ruse                         | Bułgaria                     |                              | 2:1                          | towarzyski                   |
| 33.                          | 01.05.1982                   | Hunedoara                    | Cypr                         |                              | 3:1                          | El. Euro 1984                |
| 34.                          | 15.07.1982                   | Suczawa                      | Japonia                      |                              | 4:0                          | towarzyski                   |
| 35.                          | 18.07.1982                   | Bukareszt                    | Japonia                      |                              | 3:1                          | towarzyski                   |
| 36.                          | 04.12.1982                   | Florencja                    | Włochy                       |                              | 0:0                          | El. Euro 1984                |
| 37.                          | 02.02.1983                   | Larisa                       | Grecja                       |                              | 3:1                          | towarzyski                   |
| 38.                          | 30.03.1983                   | Timișoara                    | Jugosławia                   |                              | 0:2                          | towarzyski                   |
| 39.                          | 16.04.1983                   | Bukareszt                    | Włochy                       |                              | 1:0                          | El. Euro 1984                |
| 40.                          | 15.05.1983                   | Bukareszt                    | Czechosłowacja               |                              | 0:1                          | El. Euro 1984                |
| 41.                          | 09.06.1983                   | Solna                        | Szwecja                      |                              | 1:0                          | El. Euro 1984                |
| 42.                          | 10.08.1983                   | Oslo                         | Norwegia                     |                              | 0:0                          | towarzyski                   |
| 43.                          | 24.08.1983                   | Bukareszt                    | NRD                          |                              | 1:0                          | towarzyski                   |
| 44.                          | 12.10.1983                   | Wrexham                      | Walia                        |                              | 0:5                          | towarzyski                   |
| 45.                          | 08.11.1983                   | Tel Awiw-Jafa                | Izrael                       |                              | 1:1                          | towarzyski                   |
| 46.                          | 12.11.1983                   | Limassol                     | Cypr                         |                              | 1:0                          | El. Euro 1984                |
| 47.                          | 30.11.1983                   | Bratysława                   | Czechosłowacja               |                              | 1:1                          | El. Euro 1984                |
| 48.                          | 07.02.1984                   | Algier                       | Algieria                     |                              | 1:1                          | towarzyski                   |
| 49.                          | 07.03.1984                   | Krajowa                      | Grecja                       |                              | 2:0                          | towarzyski                   |
| 50.                          | 11.04.1984                   | Oradea                       | Izrael                       |                              | 0:0                          | towarzyski                   |
| 51.                          | 14.06.1984                   | Saint-Étienne                | Hiszpania                    |                              | 1:1                          | Euro 1984                    |
| 52.                          | 17.06.1984                   | Lens                         | RFN                          |                              | 1:2                          | Euro 1984                    |
| 53.                          | 20.06.1984                   | Nantes                       | Portugalia                   |                              | 0:1                          | Euro 1984                    |
| 54.                          | 29.07.1984                   | Jassy                        | Chiny                        |                              | 4:2                          | towarzyski                   |
| 55.                          | 29.08.1984                   | Gera                         | NRD                          |                              | 1:2                          | towarzyski                   |
| 56.                          | 12.09.1984                   | Belfast                      | Irlandia Północna            |                              | 2:3                          | El. MŚ 1986                  |
| 57.                          | 30.01.1985                   | Lizbona                      | Portugalia                   |                              | 3:2                          | towarzyski                   |
| 58.                          | 03.04.1985                   | Krajowa                      | Turcja                       |                              | 3:0                          | El. MŚ 1986                  |
| 59.                          | 01.05.1985                   | Bukareszt                    | Anglia                       |                              | 0:0                          | El. MŚ 1986                  |
| 60.                          | 06.06.1985                   | Helsinki                     | Finlandia                    |                              | 1:1                          | El. MŚ 1986                  |
| 61.                          | 07.08.1985                   | Moskwa                       | ZSRR                         |                              | 0:2                          | towarzyski                   |
| 62.                          | 28.08.1985                   | Timișoara                    | Finlandia                    |                              | 2:0                          | El. MŚ 1986                  |
| 63.                          | 11.09.1985                   | Londyn                       | Anglia                       |                              | 1:1                          | El. MŚ 1986                  |
| 64.                          | 13.11.1985                   | Izmir                        | Turcja                       |                              | 3:1                          | El. MŚ 1986                  |

## Kariera trenerska
Karierę trenerską rozpoczął w 1986 jako grający trener w zespole FC Brașov. Był nim do 1988, a do 1989 tylko trenerem. W 1990 przez kilka miesięcy był trenerem FC Steaua Bukareszt. Następnie do 1991 pracował z reprezentacją Rumunii do lat 21.
W 1991 rozpoczął pracę w katarskim zespole Al-Wakrah. Rok później powrócił do Rumunii, gdzie pracował w FCM Bacău oraz Politehnica Timișoara. W 1994 objął posadę asystenta trenera Anghela Iordănescu w reprezentacji Rumunii. Wraz z zepołem pojechał na Mistrzostwa Europy 1996 oraz Mistrzostwa Świata 1998. Po tym turnieju stracił pracę.
W 1999 trenował Astrę Ploeszti, a w latach 2000–2001 CSM Reșița. W 2001 został trenerem izraelskiego zespołu Hapoel Cafririm Holon Trenował go do 2002. Od 2003 przez kilka miesięcy pracował w saudyjskim Al-Shola.
W tym samym roku zasiadł na ławce trenerskiej drużyny Al-Jaish Damaszek. Poprowadził drużynę do zdobycia Pucharu AFC oraz Pucharu Syrii w 2004. Od 2006 został trenerem klubu, w którym jako piłkarz osiągnął najwięcej, czyli FC Universitatea Craiova. Pomógł drużynie w awansie do Ligi I.
Następnie pracował z zespołami z Bliskiego Wschodu, takimi jak Al-Wahda Damaszek (2007), Najran SC (2008–2009), Al-Tadamon (2009), Al-Jaish Damaszek (2010–2011) oraz Al-Shamal (2012).

## Okoliczności śmierci
Costică Ștefănescu popełnił samobójstwo. 62-latek wyskoczył z okna na piątym piętrze szpitala w Bukareszcie. Costică od dłuższego czasu był chory na raka płuc, a przez ostatnie dni życia ważył jedynie 35 kilogramów i był dokarmiany dożylnie.

## Sukcesy

### Zawodnik
Steaua Bukareszt
- Puchar Rumunii (2): 1969/70, 1970/71

Universitatea Craiova
- Mistrzostwo Rumunii (3): 1973/74, 1979/80, 1980/81
- Puchar Rumunii (4): 1976/77, 1977/78, 1980/81, 1982/83

### Trener
Al-Wakrah
- Sheikh Jassim Cup (1): 1991

Al-Jaish
- Puchar Syrii (1): 2004
- Puchar AFC (1): 2004